# Téterchen
Téterchen est une commune française située dans le département de la Moselle et le bassin de vie de la Moselle-Est, en région Grand Est.

## Géographie

### Communes limitrophes
| Velving    | Brettnach | Tromborn Dalem      |
| Ottonville | Téterchen | Hargarten-aux-Mines |
| Denting    | Coume     | Hargarten-aux-Mines |

### Hydrographie

#### Réseau hydrographique
La commune est située dans le bassin versant du Rhin au sein du bassin Rhin-Meuse. Elle est drainée par le ruisseau de la Forge et le ruisseau d'Ottonville.

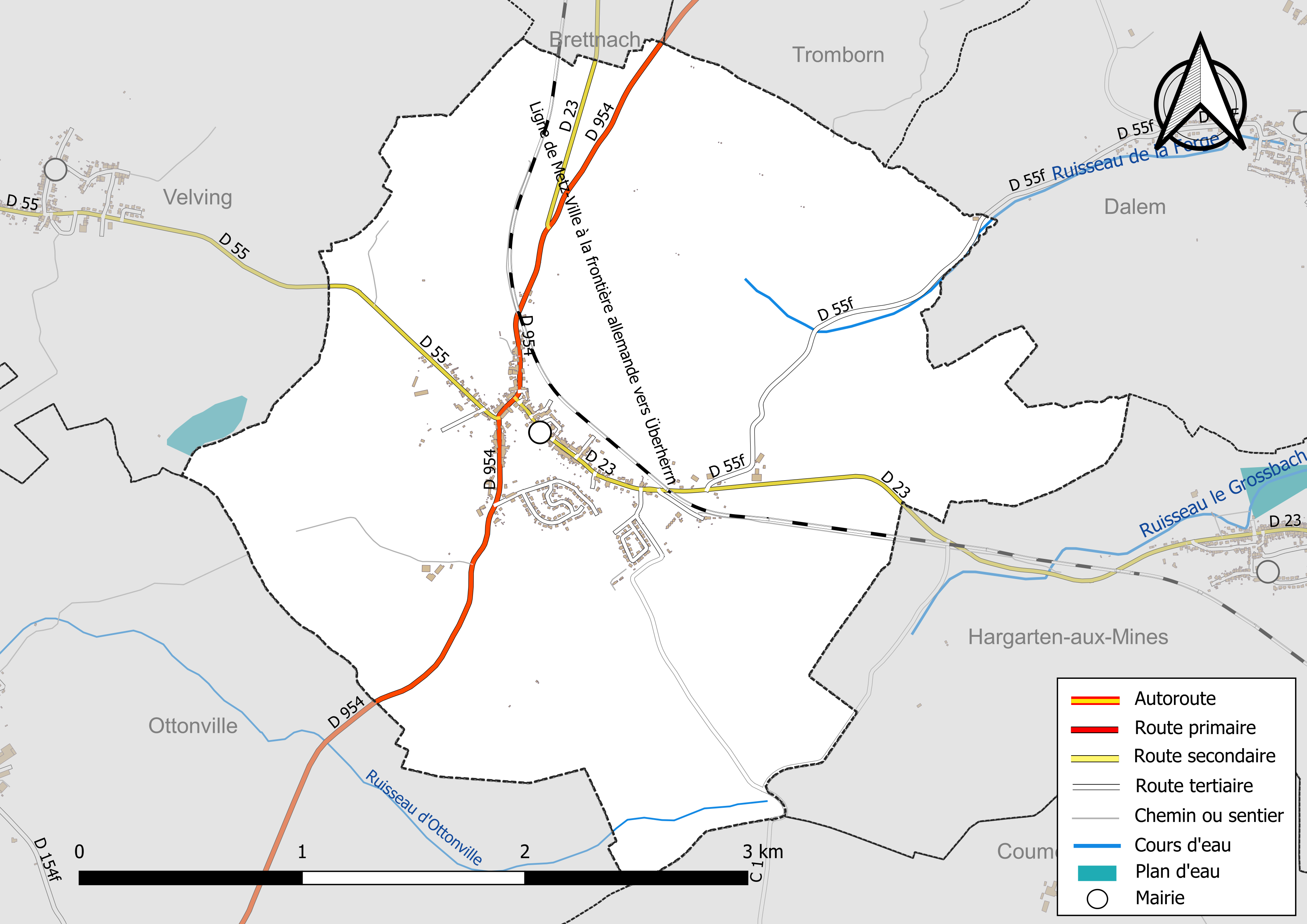
Réseaux hydrographique et routier de Téterchen.

#### Gestion et qualité des eaux
Le territoire communal est couvert par le schéma d'aménagement et de gestion des eaux (SAGE) « Bassin Houiller ». Ce document de planification, dont le territoire est approximativement délimité par un triangle formé par les villes de Creutzwald, Faulquemont et Forbach, d'une superficie de 576 km2, a été approuvé le 27 octobre 2017. La structure porteuse de l'élaboration et de la mise en œuvre est la région Grand Est. Il définit sur son territoire les objectifs généraux d’utilisation, de mise en valeur et de protection quantitative et qualitative des ressources en eau superficielle et souterraine, en respect des objectifs de qualité définis dans le SDAGE  du Bassin Rhin-Meuse.

### Climat
Pour des articles plus généraux, voir Climat du Grand Est et Climat de la Moselle.
En 2010, le climat de la commune est de type climat des marges montargnardes, selon une étude du Centre national de la recherche scientifique s'appuyant sur une série de données couvrant la période 1971-2000. En 2020, Météo-France publie une typologie des climats de la France métropolitaine dans laquelle la commune est exposée à un climat semi-continental et est dans la région climatique  Lorraine, plateau de Langres, Morvan, caractérisée par un hiver rude (1,5 °C), des vents modérés et des brouillards fréquents en automne et hiver. 
Pour la période 1971-2000, la température annuelle moyenne est de 9,4 °C, avec une amplitude thermique annuelle de 16,7 °C. Le cumul annuel moyen de précipitations est de 932 mm, avec 12,6 jours de précipitations en janvier et 9,4 jours en juillet. Pour la période 1991-2020, la température moyenne annuelle observée sur la station météorologique de Météo-France la plus proche, « Seingbouse », sur la commune de Seingbouse à 24 km à vol d'oiseau, est de 10,5 °C et le cumul annuel moyen de précipitations est de 731,4 mm. 
La température maximale relevée sur cette station est de 37,9 °C, atteinte le 25 juillet 2019 ; la température minimale est de −17 °C, atteinte le 20 décembre 2009,,. 
Les paramètres climatiques de la commune ont été estimés pour le milieu du siècle (2041-2070) selon différents scénarios d'émission de gaz à effet de serre à partir des nouvelles projections climatiques de référence DRIAS-2020. Ils sont consultables sur un site dédié publié par Météo-France en novembre 2022.

## Urbanisme

### Typologie
Au 1er janvier 2024, Téterchen est catégorisée bourg rural, selon la nouvelle grille communale de densité à sept niveaux définie par l'Insee en 2022.
Elle est située hors unité urbaine et hors attraction des villes,.

### Occupation des sols
L'occupation des sols de la commune, telle qu'elle ressort de la base de données européenne d’occupation biophysique des sols Corine Land Cover (CLC), est marquée par l'importance des territoires agricoles (64,9 % en 2018), en diminution par rapport à 1990 (69,3 %). La répartition détaillée en 2018 est la suivante : 
terres arables (57,7 %), forêts (19,9 %), zones urbanisées (10,5 %), prairies (7,1 %), zones humides intérieures (4,8 %). L'évolution de l’occupation des sols de la commune et de ses infrastructures peut être observée sur les différentes représentations cartographiques du territoire : la carte de Cassini (XVIIIe siècle), la carte d'état-major (1820-1866) et les cartes ou photos aériennes de l'IGN pour la période actuelle (1950 à aujourd'hui).

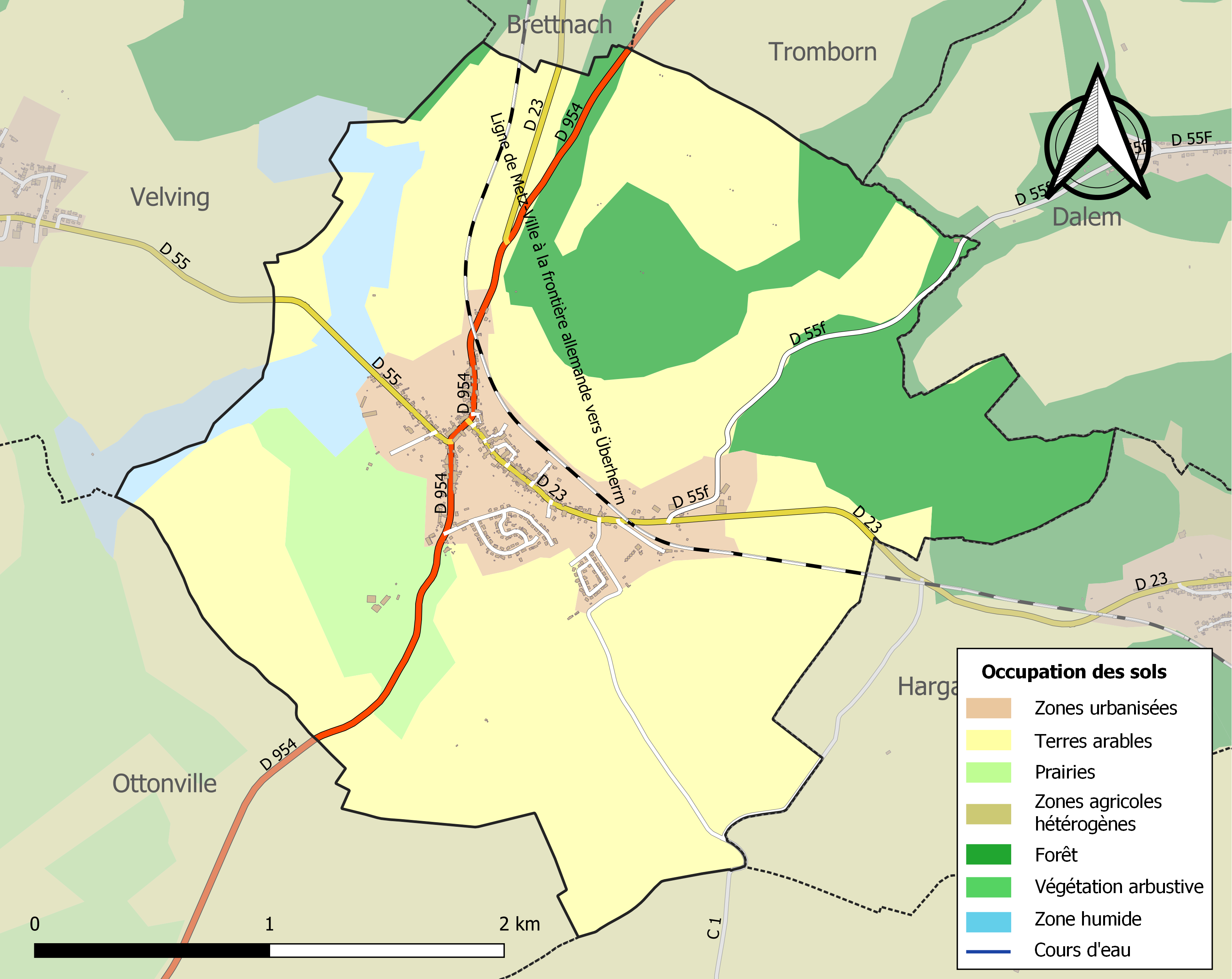
Carte des infrastructures et de l'occupation des sols de la commune en 2018 (CLC).

## Toponymie
- Tittriche (1240 et 1249), Titreken et Teterchen (1262), Tetercken (1291), Etercken (1303), Titerche (1364), Tirterchin/Duterchin/Tuterchin/Tieterchin/Tieterchen/Veterchen (1544), Tetterchen (1594), Teterken (1633), Tetrinchen (1681), Teterthien et Tetterthien (1715), Tetercken (1779), Teterchen (1793), Teter (carte Cassini).
- Le nom de Téterchen fut modifié en Diedringen pendant l'annexion allemande[15] de 1940-1944.

## Histoire
Le territoire dépendait de l'ancien duché de Lorraine. C'était un fief partagé entre les seigneurs de Boulay, de Berus et de Varsberg.
Au centre du village, dans la rue du Couvent, se trouve un bâtiment qui fut couvent de l'ordre des Rédemptoristes de 1847-1895 à 1965 (ils en furent chassés en 1871 à la suite de l'annexion allemande). Ce bâtiment remplace celui d'un hôpital fondé au XIIIe siècle. Après 1965 il accueillait un hospice, et désormais on y trouve depuis 2006 des logements ainsi que des commerces.
À Téterchen, comme dans nombre de communes au nord et à l'est de la Nied allemande, les anciennes générations parlent le francique (dialecte).
Téterchen possédait une gare SNCF sur la ligne 12a Thionville (Diedenhofen)-Sarreguemines et la ligne 13a reliant Courcelles-sur-Nied (Kurzel) à Hargarten/Falck. Le tronçon de la ligne 13a reliant Boulay (Bolchen) à Téterchen fut ouvert en 1876, puis fermé au trafic voyageur après 1944 ; cette ligne est désormais désaffectée. Le tronçon de la ligne 12a reliant Hargaten/Falck à Téterchen fut ouvert en 1883 ; actuellement cette ligne sert essentiellement au fret.

## Politique et administration

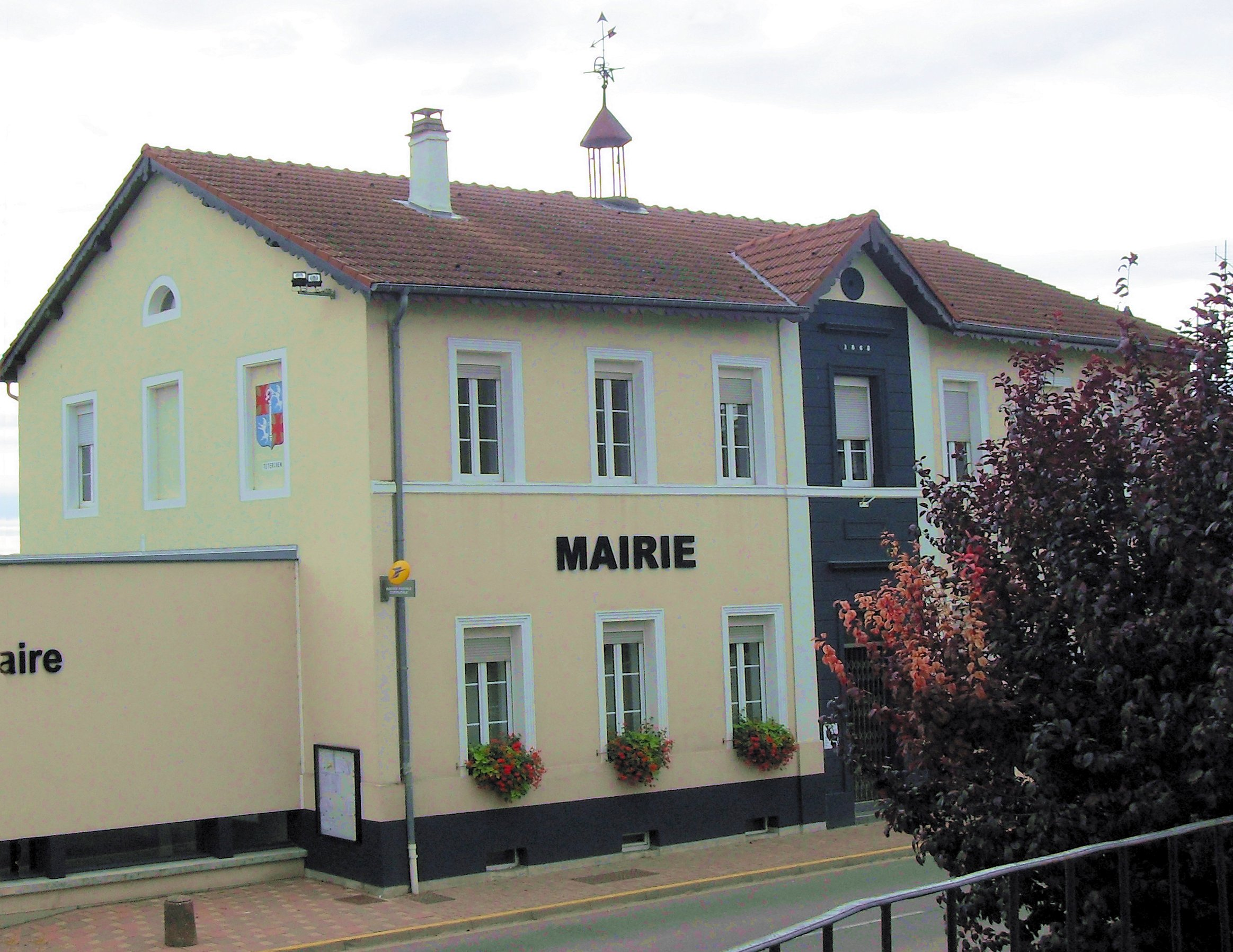
La mairie.

| Période                                  | Période  | Identité          | Étiquette | Qualité |
| ---------------------------------------- | -------- | ----------------- | --------- | ------- |
| 1980                                     | ?        | François Trombini | S.E.      |         |
| mai 2020                                 | En cours | Emmanuel Michel   |           |         |
| Les données manquantes sont à compléter. |          |                   |           |         |

## Démographie
L'évolution du nombre d'habitants est connue à travers les recensements de la population effectués dans la commune depuis 1793. Pour les communes de moins de 10 000 habitants, une enquête de recensement portant sur toute la population est réalisée tous les cinq ans, les populations de référence des années intermédiaires étant quant à elles estimées par interpolation ou extrapolation. Pour la commune, le premier recensement exhaustif entrant dans le cadre du nouveau dispositif a été réalisé en 2005.

En 2022, la commune comptait 765 habitants, en évolution de −4,26 % par rapport à 2016 (Moselle : +0,52 %, France hors Mayotte : +2,11 %).
| 1793 | 1800 | 1806 | 1821 | 1836 | 1841 | 1861 | 1866 | 1871 |
| ---- | ---- | ---- | ---- | ---- | ---- | ---- | ---- | ---- |
| 380  | 442  | 646  | 620  | 794  | 764  | 729  | 746  | 694  |

| 1875 | 1880 | 1885 | 1890 | 1895 | 1900 | 1905  | 1910 | 1921 |
| ---- | ---- | ---- | ---- | ---- | ---- | ----- | ---- | ---- |
| 642  | 768  | 618  | 611  | 630  | 628  | 1 056 | 661  | 578  |

| 1926 | 1931 | 1936 | 1946 | 1954 | 1962 | 1968 | 1975 | 1982 |
| ---- | ---- | ---- | ---- | ---- | ---- | ---- | ---- | ---- |
| 672  | 691  | 598  | 558  | 578  | 629  | 675  | 631  | 701  |

| 1990 | 1999 | 2005 | 2006 | 2010 | 2015 | 2020 | 2022 | - |
| ---- | ---- | ---- | ---- | ---- | ---- | ---- | ---- | - |
| 703  | 608  | 621  | 613  | 729  | 791  | 775  | 765  | - |

## Culture locale et patrimoine

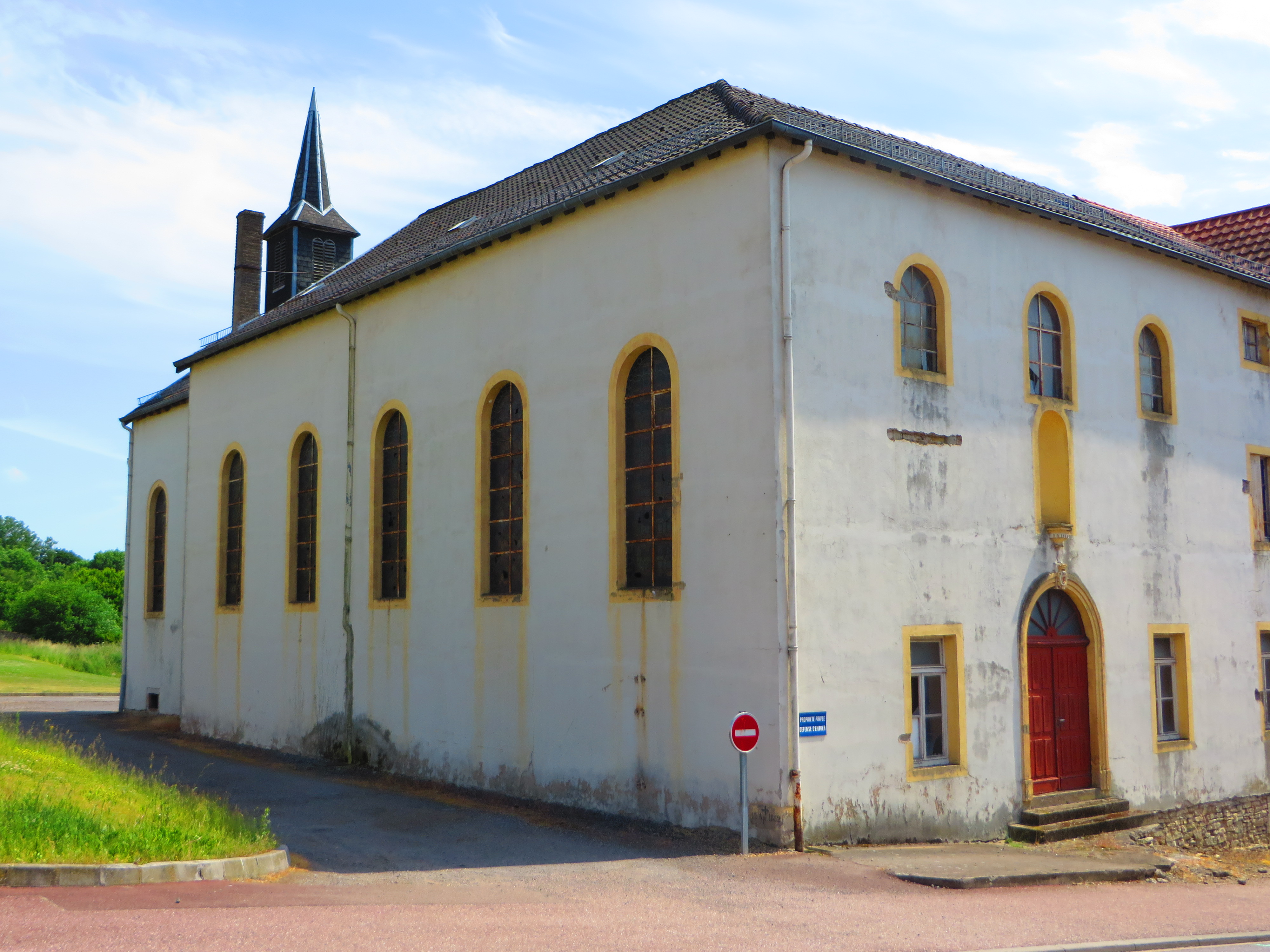
Ancienne chapelle du couvent des rédemptoristes.

### Lieux et monuments
- Traces d'habitations romaines, sépultures, fragments de tuile.
- Site archéologique de la nécropole tumulaire de Teterchen, lieu-dit Hinter der Müehle.
- Les fermes de Alsch et Alstadt, aujourd'hui disparues.
- Premier parc éolien lorrain[Quand ?] au nord de la commune ; la plus haute éolienne mesure 124 m[21].
- Église Saint-Ruf, début XIXe siècle.
- Ancien couvent avec chapelle de rédemptoristes.

### Personnalités liées à la commune
- Joseph Wirtz
- Alban Rößger, philologue allemand

### Héraldique
| Blason de Téterchen | Blason  | Ecartelé aux 1 et 4 d'or à la croix ancrée de gueules, et aux 2 et 3 d'azur au lion couronné d'argent, à la crosse d'argent en pal brochant sur la partition. |
| Blason de Téterchen | Détails | Le statut officiel du blason reste à déterminer. |